# Joe Aisa
Joe Aisa (Papúa Nueva Guinea, 9 de mayo de 1971) es un exfutbolista de Papúa Nueva Guinea que jugaba en la posición de defensa.

## Carrera

### Club
| Periodo   | Club       |
| --------- | ---------- |
| 1995-2002 | Guria FC   |
| 2002-2004 | Unitech FC |

### Selección nacional
Jugó para Papúa Nueva Guinea en 12 ocasiones de 1996 a 2003 y anotó cuatro goles; uno de esos goles fue en la Copa de las Naciones de la OFC 2002.

## Logros
- Liga Regional de Lahi (1): 2003